# Loble
Loble o Lig-lemu o Lillemu (... – 1565?) fu un vice toqui Mapuche dei Moluche stanziati a nord del fiume Bío Bío. Guidò la seconda rivolta Mapuche nel corso della guerra di Arauco.

## Biografia
Dopo un breve scontro Loble sconfisse le truppe di Francisco de Vaca, nella valle dell'Itata, che stavano giungendo con i rinforzi da Santiago. In seguito Millalelmo tese un'imboscata agli spagnoli che arrivavano da Angol, guidati da Juan Pérez de Zurita, all'attaversamento del fiume Andalién. I Mapuche tolsero alla città ed alla guarnigione di Concepción la possibilità di portare aiuti via terra. 
Millalelmu e Loble assediarono Concepcion con 20 000 guerrieri nel febbraio del 1564. L'assedio durò fino alla fine di marzo, quando due navi giunsero portando il cibo che avrebbe permesso di resistere all'assedio per molto tempo. I Mapuche avevano invece usato le scorte locali di cibo e facevano fatica a mantenere una forza tanto numerosa. Con l'arrivo della stagione dei raccolti, e per l'arrivo di notizie sulla sconfitta della battaglia di Angol, cominciarono a temere per il fatto che le proprie famiglie potessero patire la fame, o che le loro case potessero essere attaccate da Angol o Santiago. Levarono l'assedio il 1º aprile tornando alle loro case per l'inverno. 
Il governatore Pedro de Villagra lasciò Santiago a metò gennaio del 1565, con 150 spagnoli ed 800 ausiliari indiani, marciando a sud verso il fiume Maule. Nei sette mesi che Villagra passò a Santiago, Loble aveva costruito un pucara resistente sul fiume Perquilauquén, bloccando la strada che conduceva a sud verso Concepcion, e nella seconda battaglia di Reinohuelén Villagra lo conquistò rapidamente distruggendo l'esercito Mapuche che lo difendeva. Poco dopo giunse Loble, che aveva radunato rinforzi ma che era all'oscuro della sconfitta subita dai suoi uomini. Gli fu tesa un'imboscata, ed egli fu sconfitto e catturato. Nei pochi mesi che seguirono Villagra pose fine alla rivolta Mapuche a nord del Bio-Bio.